# Liste der Bodendenkmäler in Zusamaltheim
Auf dieser Seite sind die Bodendenkmäler in der schwäbischen Gemeinde Zusamaltheim zusammengestellt. Diese Tabelle ist eine Teilliste der Liste der Bodendenkmäler in Bayern. Grundlage ist die Bayerische Denkmalliste, die auf Basis des Bayerischen Denkmalschutzgesetzes vom 1. Oktober 1973 erstmals erstellt wurde und seither durch das Bayerische Landesamt für Denkmalpflege geführt wird. Die folgenden Angaben ersetzen nicht die rechtsverbindliche Auskunft der Denkmalschutzbehörde.

## Bodendenkmäler der Gemeinde Zusamaltheim

### Bodendenkmäler in der Gemarkung Kicklingen
| Lage                  | Objekt                           | Akten-Nr.     | Bild |
| --------------------- | -------------------------------- | ------------- | ---- |
| Kicklingen (Standort) | Straße der römischen Kaiserzeit. | D-7-7429-0081 |      |

### Bodendenkmäler in der Gemarkung Roggden
| Lage               | Objekt                                                              | Akten-Nr.     | Bild |
| ------------------ | ------------------------------------------------------------------- | ------------- | ---- |
| Roggden (Standort) | Siedlung der römischen Kaiserzeit, mittelalterliche Kirchenwüstung. | D-7-7429-0012 |      |

### Bodendenkmäler in der Gemarkung Sontheim
| Lage                | Objekt | Akten-Nr.     | Bild |
| ------------------- | --- | ------------- | ---- |
| Sontheim (Standort) | Körpergräber des frühen Mittelalters.                                                                                  | D-7-7429-0041 |      |
| Sontheim (Standort) | Mittelalterliche und frühneuzeitliche Befunde im Bereich der Katholischen Filialkirche St. Stephanus und St. Wendelin. | D-7-7429-0274 |      |

### Bodendenkmäler in der Gemarkung Villenbach
| Lage                  | Objekt                       | Akten-Nr.     | Bild |
| --------------------- | ---------------------------- | ------------- | ---- |
| Villenbach (Standort) | Mittelalterlicher Burgstall. | D-7-7429-0112 |      |

### Bodendenkmäler in der Gemarkung Zusamaltheim
| Lage                    | Objekt | Akten-Nr.     | Bild |
| ----------------------- | --- | ------------- | ---- |
| Zusamaltheim (Standort) | Mittelalterlicher Burgstall.                                                                                     | D-7-7429-0008 |      |
| Zusamaltheim (Standort) | Körpergräber des frühen Mittelalters.                                                                            | D-7-7429-0013 |      |
| Zusamaltheim (Standort) | Straße der römischen Kaiserzeit                                                                                  | D-7-7429-0038 |      |
| Zusamaltheim (Standort) | Siedlung vor- und frühgeschichtlicher oder mittelalterlicher Zeitstellung.                                       | D-7-7429-0114 |      |
| Zusamaltheim (Standort) | Siedlung vor- und frühgeschichtlicher oder mittelalterlicher Zeitstellung.                                       | D-7-7429-0115 |      |
| Zusamaltheim (Standort) | Siedlung vor- und frühgeschichtlicher oder mittelalterlicher Zeitstellung.                                       | D-7-7429-0116 |      |
| Zusamaltheim (Standort) | Grabenwerk vor- und frühgeschichtlicher oder mittelalterlicher Zeitstellung.                                     | D-7-7429-0117 |      |
| Zusamaltheim (Standort) | Mittelalterliche und frühneuzeitliche Befunde im Bereich der Katholischen Kapelle St. Marcellus.                 | D-7-7429-0271 |      |
| Zusamaltheim (Standort) | Mittelalterliche und frühneuzeitliche Befunde im Bereich der Katholischen Pfarrkirche St. Martin.                | D-7-7429-0276 |      |
| Zusamaltheim (Standort) | Freilandstation des Mesolithikums, Verhüttungsplatz der späten Latènezeit und Siedlung der römischen Kaiserzeit. | D-7-7429-0281 |      |
| Zusamaltheim (Standort) | Siedlung vor- und frühgeschichtlicher oder mittelalterlicher Zeitstellung.                                       | D-7-7429-0284 |      |
| Zusamaltheim (Standort) | Straße der römischen Kaiserzeit.                                                                                 | D-7-7429-0299 |      |